# Selva de Irati

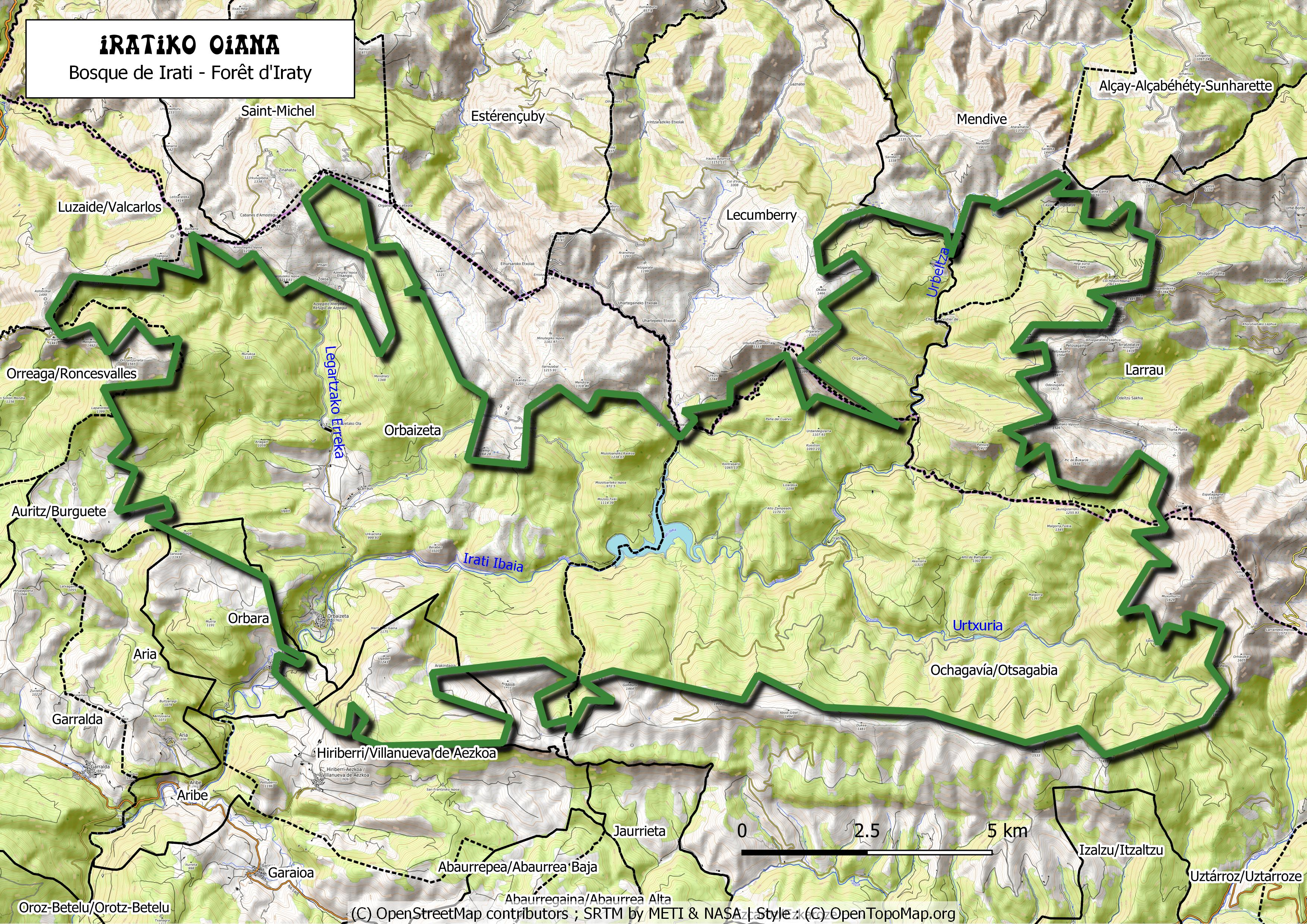
Mapa topográfico

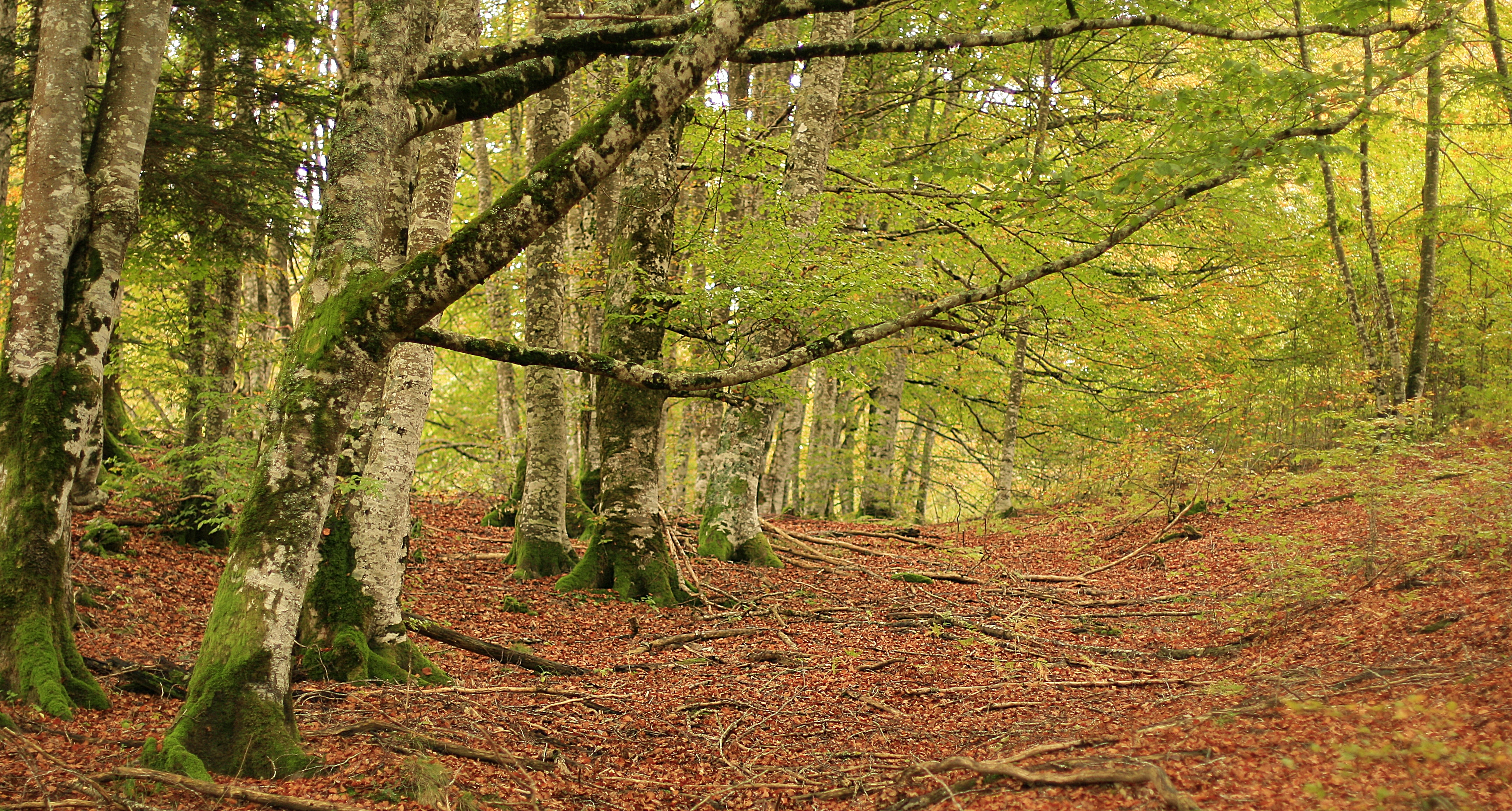
Vista del bosque

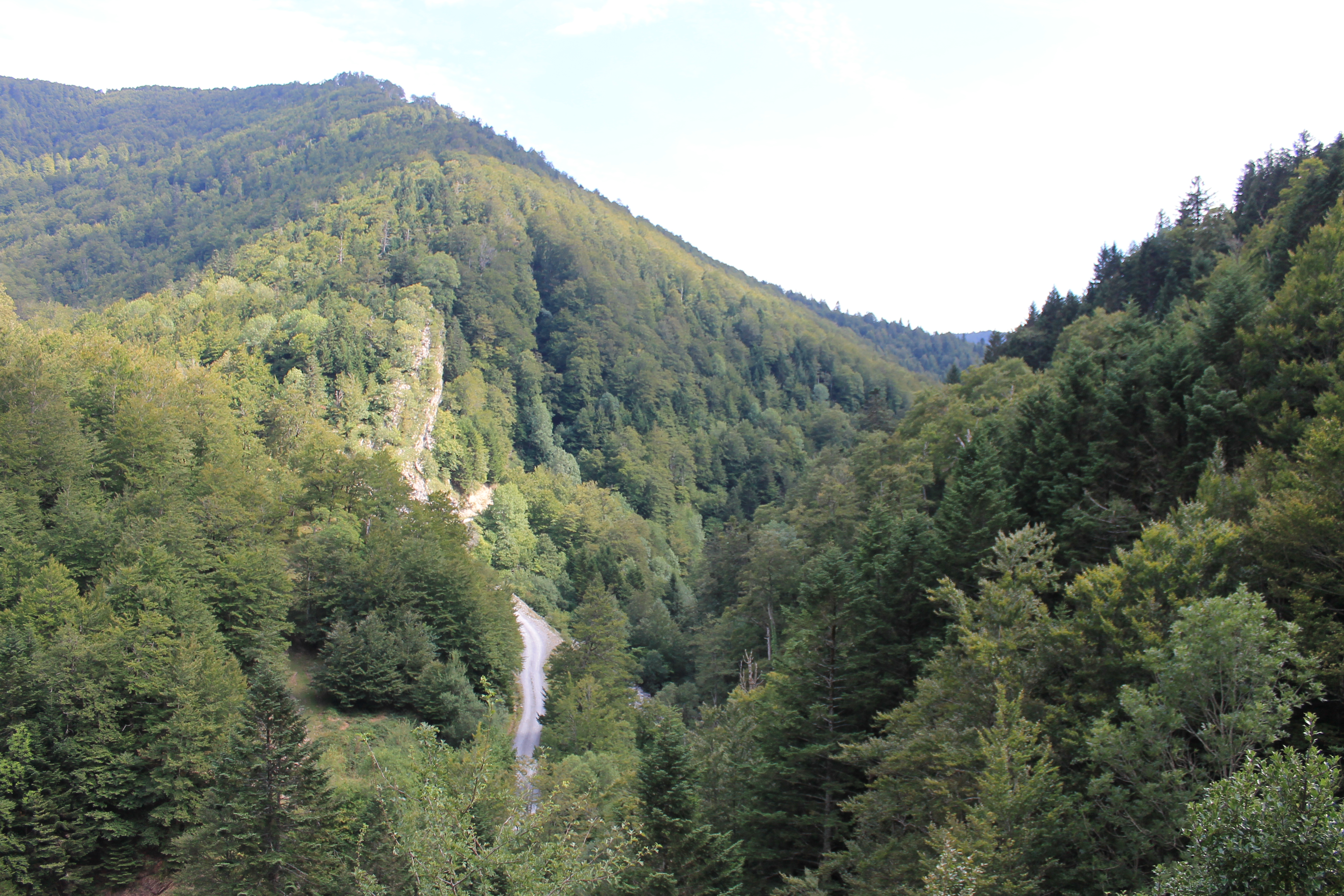
Selva de Irati vista hacia Casas de Irati desde la subida a Koixta

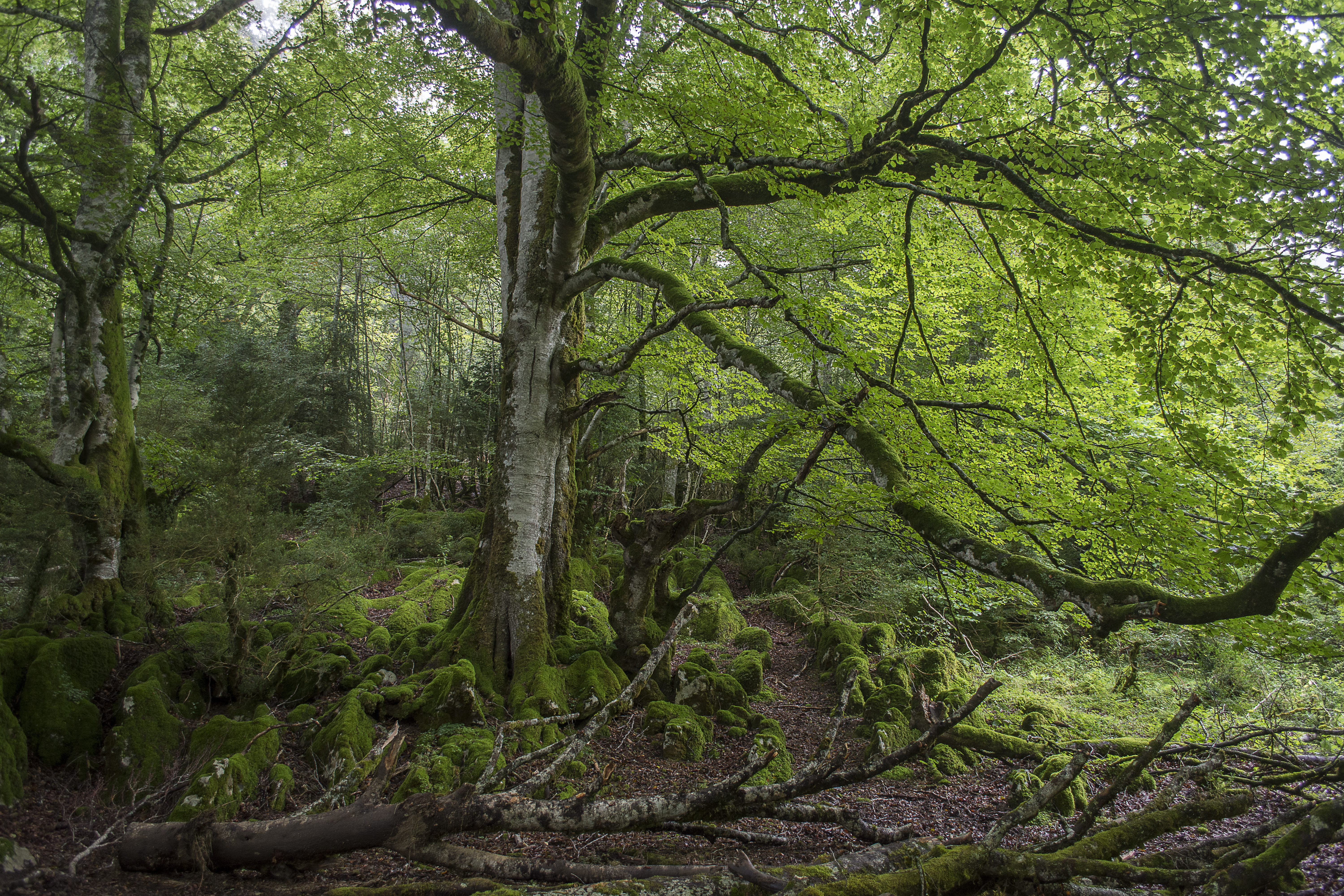
Vista de la selva de Irati

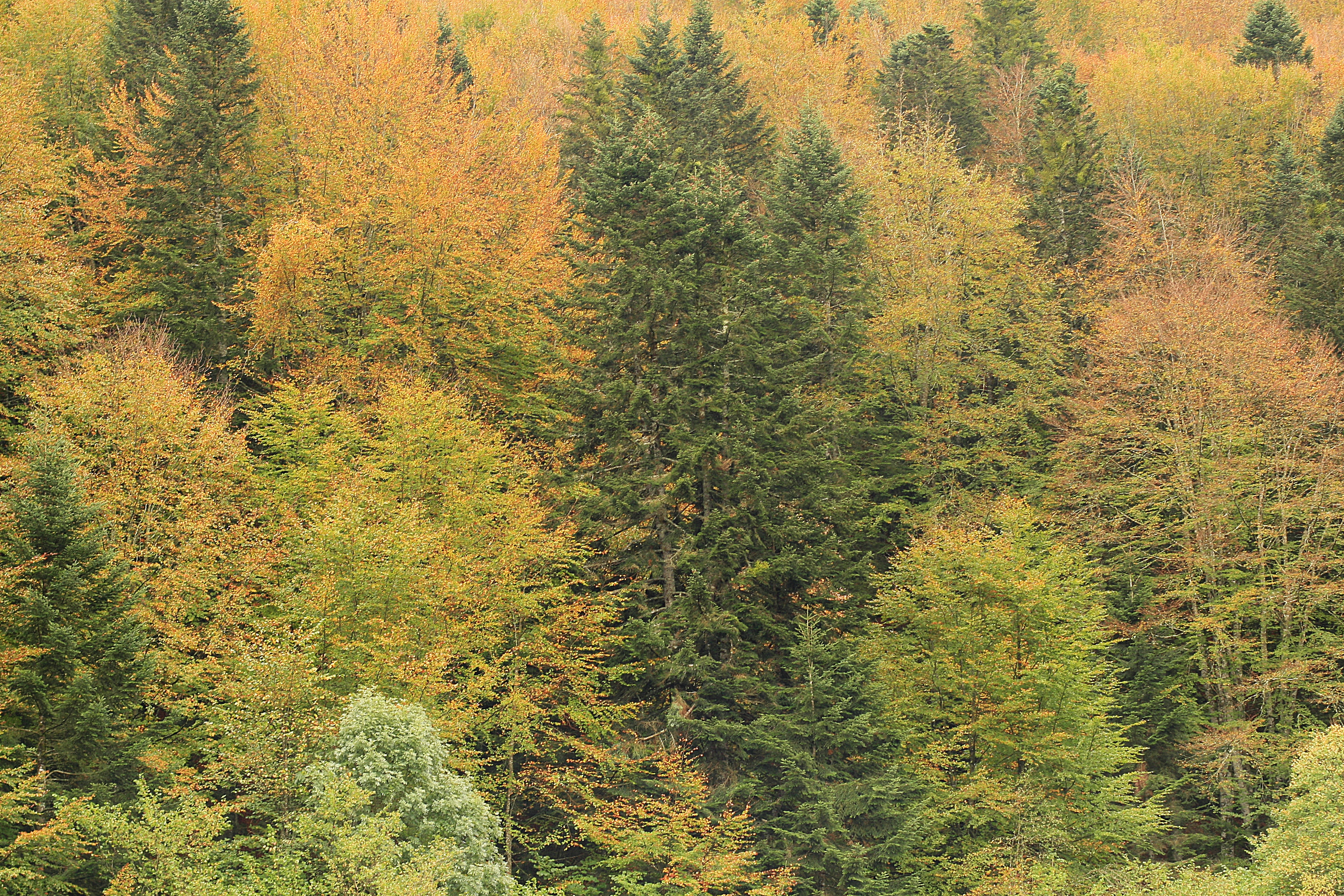
Bosque mixto de Irati en otoño.

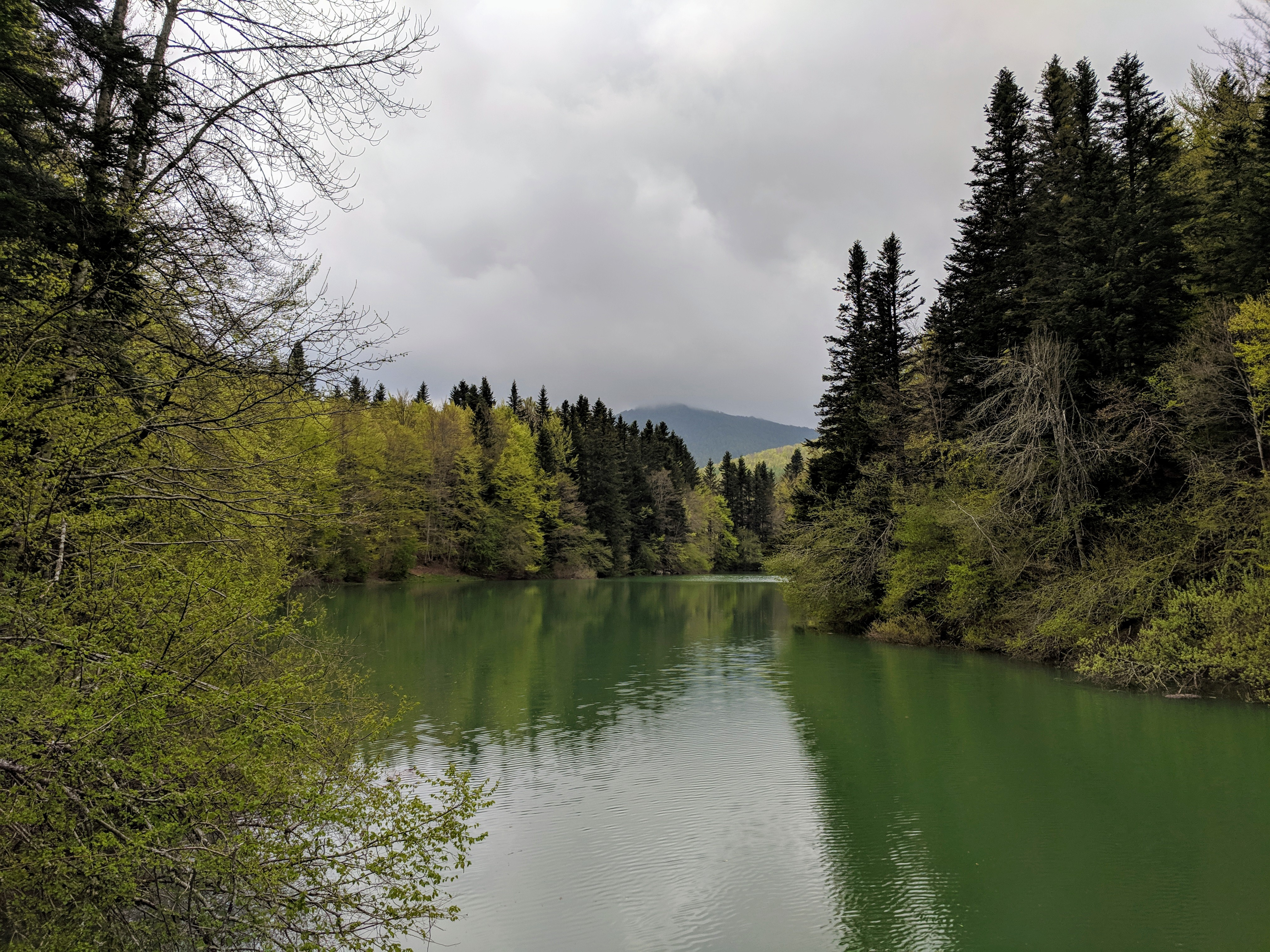
Embalse de Irabia.

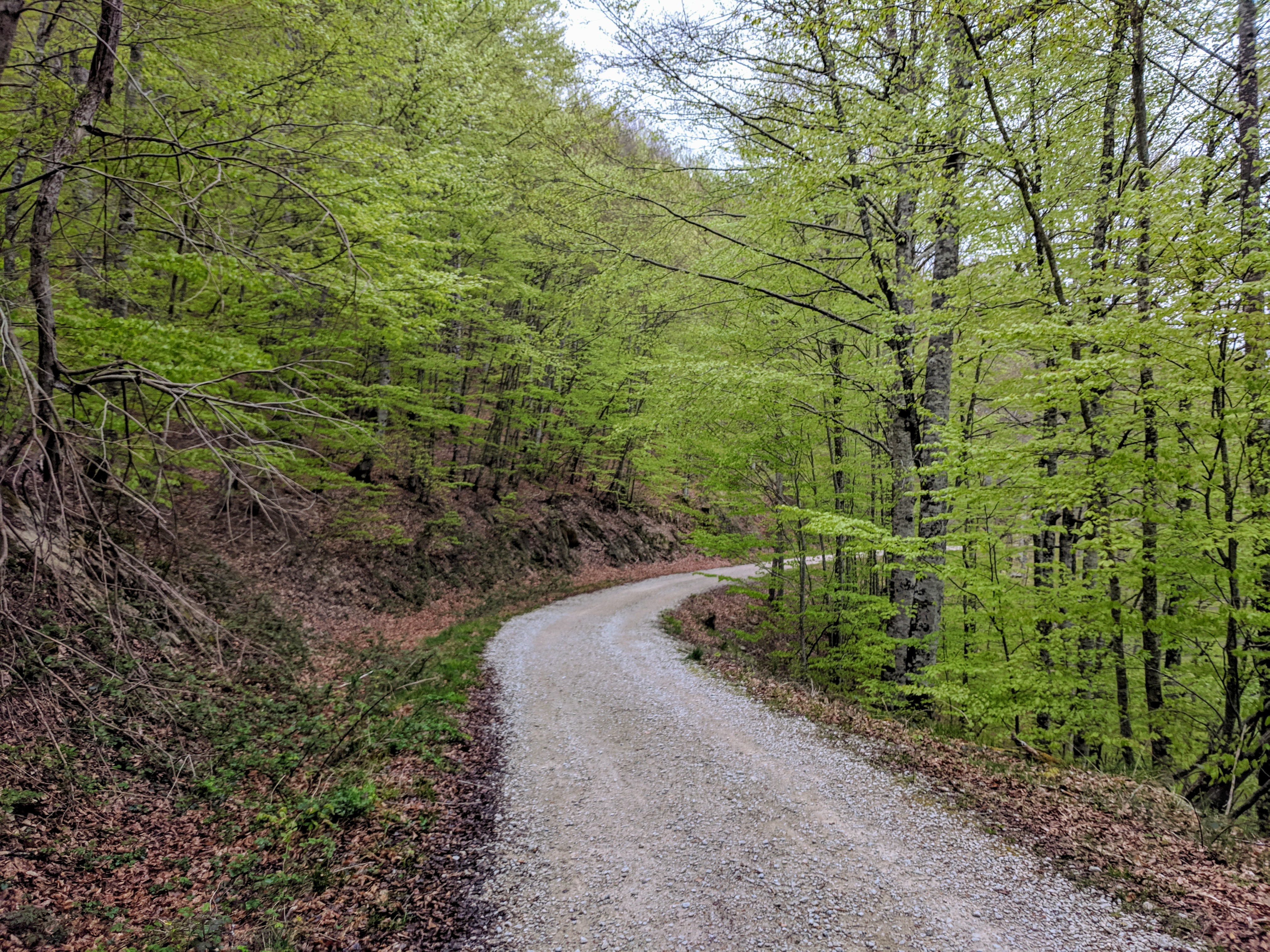
Hayas en la Selva de Irati.

La selva de Irati (Iratiko oihana en euskera) es un bosque repartido entre el norte de Navarra (España) y los Pirineos Atlánticos (Sola y Baja Navarra) en el suroeste de Francia.
Por su parte española está situada en el valle del río Irati, entre los montes de Orzanzurieta y Roncesvalles al oeste, y el monte Orhi al este. El límite sur lo pone la imponente mole de la sierra de Abodi. Los principales accesos son por el oeste por Orbaiceta (Valle de Aézcoa) y por el este por Ochagavía (Valle de Salazar).
Se trata de la mayor masa forestal de Navarra y uno de los mayores y mejor conservados bosques de hayas (Fagus sylvatica) y abetos (Abies alba) de toda Europa. A pesar de ser un bosque explotado forestalmente desde los siglos XVI-XVII, el respeto y el buen hacer de los habitantes de estos valles ha hecho que se conserve en total plenitud. Existen dentro de la zona diversos espacios protegidos: todo el Irati es una ZEPA (Zona de Especial Protección de Aves), así como zonas protegidas como Reserva Natural o Reserva Integral del total de 17 000 ha del bosque.

## Historia
El uso de la riqueza en las tierras de Irati ha provocado numerosos conflictos a lo largo de la historia. Los debates entre las coronas francesa y española comenzaron en el siglo XVI para definir las fronteras de Irati.
En el siglo XVI, los reyes de Francia y España se embarcaron en una deforestación desproporcionada, pidiendo leña para las embarcaciones, y la selva de Irati cobró especial importancia (ofrecían hermosos mástiles, entre los que se encontraban los esbeltos troncos de abeto de Irati). Para transportar más fácilmente los troncos se bajaban flotando por los ríos. Estos no tenían mucho cauce en verano, así que, para solucionar el problema, se construyeron unas esclusas, como pequeñas presas, para provocar riadas controladas que bajasen los troncos. Por entonces se construyeron talleres, serrerías, esclusas y hasta una casa cuartel para la defensa de las instalaciones, donde hoy se sitúan las Casas de Irati. A finales del siglo XVIII, el rey Carlos III de España anunció su intención de construir un gran almacén de armas en la ferrería de Orbaizeta. Había 7.593 ha, en su mayoría cubiertas de hayas y abetos. Fue de gran importancia económica en el siglo XIX. 
Ernest Hemingway internacionalizó el bosque al describirlo así en su libro “The sun also rises” traducido bajo el nombre de "Fiesta".

Siempre que me acuerdo de Irati se me ponen los pelos de punta. Recuerdo que venía justo cuando acababan las Fiestas (de San Fermín) para perderme en el bosque. Aquí, en el corazón del bosque, me quedo yo esperando a que Basajaun, el Señor del Bosque, venga a saludarme.

En la actualidad, se sigue aprovechando su madera (de modo selectivo y ordenado), la caza y los pastos, y sobre todo sus recursos para el ocio y el turismo, al que atrae su carácter de espacio natural privilegiado. Su excelente estado de conservación le valió su inclusión en la lista del Patrimonio de la Humanidad de la Unesco en 2017 bajo la denominación Hayedos primarios de los Cárpatos y otras regiones de Europa.

## Flora
La Selva de Irati es conocida por ser el segundo hayedo-abetal más extenso de Europa (sólo superado por la Selva Negra de Alemania), con 17.179 ha. En el hayedo predomina esta misma especie, el haya común, pero también aparecen salpicadas multitud de especies asociadas a la elevada humedad y al sotobosque tales como el abedul, el tejo, el acebo, el arce, el tilo, la  zarzamora, la seta o el serbal. La otra especie destacada de la Selva de Irati es una conífera: el abeto blanco, el cual forma bosques mixtos con el haya en las zonas bajas y es más predominante en las zonas altas y en las laderas de umbría.
La cara sur de muchas de las estribaciones montañosas están salpicadas de otro árbol hoy con manchas de extensión mucho más pequeñas de la que tuvo antiguamente, el roble pubescente.
En 2015, el descubrimiento de una planta carnívora, la Drosera Rotundifolia y el Eriophorum Angustifolium, un tipo de junco lanudo, valió a la Selva de Irati la inclusión en un programa de protección a nivel europeo.

### Montes de utilidad pública
Dentro de la Selva de Irati se han catalogado en Navarra los siguientes montes de utilidad pública:
- MUP n.º 1. Aezcoa. Antiguos montes del Estado, con una superficie de 4200 ha en Orbaiceta, cubierta predominantemente de Fagus sylvatica.[10]
- MUP n.º 205 Labelea. Corresponde a la Facería 10, con una superficie de 903 ha, cubierta de Fagus sylvatica, aunque solo la parte norte se sitúa en la Selva de Irati.[11]

## Fauna
Además de los bosques, Irati contiene una gran riqueza faunística, donde destacan los ciervos (Cervus elaphus), cuyo celo o berrea puede disfrutarse en otoño, los corzos, los tejones y los jabalíes. También es común el lirón gris, la marta, la nutria, el desmán de los Pirineos y el musgaño patiblanco.
Existen numerosas especies de aves, de las que algunas son especies en peligro de extinción que encuentran aquí uno de sus últimos reductos, como los pájaros carpinteros, pito negro (Dryocopus martius) y pico dorsiblanco (Dendrocopos leucotos), entre otras. Entre las rapaces, podríamos destacar el quebrantahuesos, el halcón peregrino o el águila real.
Existen numerosas especies de reptiles, de las que algunas son especies en peligro de extinción que encuentran aquí uno de sus últimos reductos. Entre los anfibios y reptiles, podríamos destacar el gallipato y el sapo común, la víbora hocicuda, el lagarto ocelado o la tortuga mora.
Irati contiene además varios endemismos pirenaicos, tanto de flora como de fauna, como el tritón pirenaico (Calotriton asper).

## Reservas naturales del bosque

### Reserva integral de Lizardoia
En el monte La Cuestión (o Zabaleta), entre las Casas de Irati y el embalse de Irabia (finalizado en 1922), con 64 Ha de un magnífico bosque de hayas y abetos, incluyendo 20 Ha de bosque intacto con ejemplares de 40 m de altura.
En 2017, junto con otros hayedos de España y Europa, fue declarado Patrimonio de la Humanidad por la Unesco como extensión de los Hayedos primarios de los Cárpatos y otras regiones de Europa.

### Reserva natural de Mendilatz
En el monte del mismo nombre, en la parte aezkoana de la selva del Irati, con 119 ha en una zona de roca caliza y alta pluviosidad, con bosque de grandes hayas y otras especies.

### Reserva natural de Tristuibartea o Ariztibarrena
En el monte Pettuberro, en Villanueva de Aezkoa, con 55 hectáreas y bosque de roble (Quercus pubescens) en las zonas más bajas y de hayas (Fagus sylvatica) en las altas.